# 遠藤まめ
遠藤 まめ（えんどう まめ、1996年3月13日 - ）は、日本のグラビアアイドル、タレント。東京都出身。ミスFLASH2024グランプリ。

## 略歴
2022年3月にSNSで「ソフト・オン・デマンド広報社員」として活動開始
同年4月の近代麻雀水着祭をきっかけに、グラビアアイドルとしての活動を決心し、5月より「ミスFLASH2024オーディション」に参加。同年9月16日にファイナリストとなる。『FLASH』（光文社）10月10日号No.1705での裏表紙争奪バトルで1位奪取。
『FLASH』10月31日号では、マシェバラランキング1位、書泉オンラインショップ1位獲得により裏表紙及び中ページグラビアを掲載。ファイナル戦では物販1位、撮影会前半1位を獲得している。
2024年1月16日発売の『FLASH』にてミスFLASH2024グランプリ受賞が発表された。受賞時点では「元社員」「元会社員」と付記されている
オーディション中に遠藤自身が宣言した「中誌面・裏表紙・表紙を獲得しての"FLASHコンプリートグランプリ"」を見事に実現しての受賞となった。
2024年10月7日発売の『週刊プレイボーイ』（集英社）No.43・44内企画「NIPPONグラドル58人」に選出される。
2025年1/31日発売の「グラビアザテレビジョン」では容姿端麗さと完璧ボディが評され10Pカラーにて掲載。同年3月31日にはデジタル写真集が発売された。
オートサロン2025ではオートウェイブースにてモデルを務め、その他美容・ファッション関係を中心にモデル活動をしている。

## 人物
- 高校時代に少林寺拳法を嗜み、オーディションで披露[10]。茶道は3年、テニスは軟式硬式を7年間していた。2024年10月にはRIZINガール2025候補生、最終メンバーに残った。
- 学習院女子大学出身[11]。
- 芸名は「小顔で顔がまめ粒サイズだね」とよく言われておりプライベートでのあだ名がまめだったことから食べ物の"えんどうまめ"を思い付き、より苗字感のある"遠藤まめ"になった。[12]
- フレッシュ撮影会担当者は「見つめられるとキュンとしてしまう黄金ルーキー」と論評[13]。バランス良い体形とともに横顔を「アートのよう」と評した[13]。

## 出演

### ラジオ
- 紗倉まなとニューヨークのマジックミラーナイト（2022年9月11日・18日、文化放送）
- よきらじ（2024年7月26日 - 12月27日、渋谷クロスFM）月1レギュラーゲスト

## 作品

### イメージビデオ
- ミスFLASH2024（2024年4月20日、ラインコミュニケーションズ）[14]

### デジタル写真集
- ミスFLASH2024 ここからだ！（2024年6月11日、光文社［FLASHデジタル写真集］、撮影：木村哲夫）
- ミスFLASH2024 遠藤まめ（2024年6月11日、光文社［FLASHデジタル写真集］、撮影：木村哲夫）[15]
- 恋をあたためて…（2025年1月21日、光文社［FLASHデジタル写真集］、撮影：木村哲夫）[16]
- グラビアザテレビジョン 遠藤まめシンデレラビーンズ (2025年3月31日、角川[Gテレデジタル]、撮影 : 加藤アラタ)